# سیاه‌اردک موج‌سوار
سیاه‌اردک موج‌سوار (نام علمی: Melanitta perspicillata) نام یک گونه از سرده سیاه‌اردک‌ها است.